# Wolfgang Boos
Wolfgang Boos (ur. 13 stycznia 1946 w Füssen) – niemiecki hokeista grający na pozycji napastnika, reprezentant kraju, olimpijczyk, trener.

## Kariera
Wolfgang Boos karierę sportową rozpoczął w 1963 roku w ESV Kaufbeuren. W sezonie 1966/1967 zajął 3. miejsce w Bundeslidze, po czym przeniósł się do Düsseldorfer EG, z którym zdobył dwukrotnie mistrzostwo Niemiec (1972, 1975), trzykrotne wicemistrzostwo Niemiec (1969, 1971, 1973) oraz zajął 3. miejsce w Bundeslidze w sezonie 1975/1976. Po sezonie 1977/1978 odszedł z klubu.
W sezonie 1978/1979 reprezentował barwy EV Füssen, po czym zakończył karierę sportową.
Karierę sportową łączył z pracą urzędnika państwowego w Kaufbeuren oraz w Düsseldorfie.

## Kariera reprezentacyjna
Wolfgang Boos w latach 1965–1976 w reprezentacji RFN rozegrał 52 mecze, w których zdobył 13 punktów (9 goli, 4 asysty) oraz spędził 10 minut na ławce kar. Uczestniczył na turnieju olimpijskim 1976 w Innsbrucku, na którym z reprezentacją RFN pod wodzą selekcjonera Xavera Unsinna zdobył pierwszy od 44 lat medal olimpijski – brązowy medal. W październiku tego samego roku za ten sukces wraz z innymi wraz z kolegami z reprezentacji RFN otrzymał z rąk ówczesnego kanclerza Niemiec, Helmuta Schmidta Srebrny Liść Laurowy.
Ponadto 4-krotnie uczestniczył w mistrzostwach świata (1966 – awans do Grupy A, 1969, 1975 – awans do Grupy A, 1976).

## Po zakończeniu kariery
Wolfgang Boos po zakończeniu kariery sportowej rozpoczął karierę trenerską. W sezonie 1987/1988 był trenerem występującego w Oberlidze Neusser EC.
Wkrótce zaczął uprawiać tenis, w którym zdobył kilka tytułów mistrza regionu w Düsseldorfie i jego okolicach.

## Sukcesy

### Zawodnicze
ESV Kaufbeuren
- 3. miejsce w Bundeslidze: 1967

Düsseldorfer EG
- Mistrzostwo Niemiec: 1972, 1975
- Wicemistrzostwo Niemiec: 1969, 1971, 1973
- 3. miejsce w Bundeslidze: 1976

Reprezentacyjne
- Brązowy medal zimowych igrzysk olimpijskich: 1976
- Awans do Grupy A mistrzostw świata: 1966, 1975

### Indywidualne
- Członek Galerii Sław Niemieckiego Hokeja na Lodzie

### Odznaczenia
- Srebrny Liść Laurowy: 1976